# Angelo Buscema
Angelo Buscema (Roma, 9 febbraio 1952) è un magistrato italiano, presidente della Corte dei Conti dal 2017 al 2020 e dal 15 settembre 2020 giudice della Corte costituzionale.

## Biografia
Figlio del siciliano Salvatore Buscema, giurista, docente universitario e già presidente della sezione Enti locali della Corte dei Conti negli anni ottanta, Angelo Buscema si è laureato in giurisprudenza presso l'Università degli studi di Perugia e si è abilitato nel 1978 all'esercizio della professione forense. 
Nel 1981 entra, con concorso pubblico, nel ruolo della magistratura della Corte dei Conti, ove dal 2017 fino alla nomina a giudice costituzionale, ha rivestito la carica più importante quella di Presidente dell'Istituto. Nella Magistratura contabile ha svolto importanti funzioni sia nell'area della giurisdizione, sia nell'area del controllo. Ha coordinato tra l'altro il rapporto sulla finanza pubblica per il 2014, 2015, 2016, 2017, sul costo dei lavori pubblici nel 2016, sul sistema universitario nel 2017 ed è stato relatore per le Sezioni Riunite della Corte dei conti del nuovo Codice di giustizia contabile.
Ha svolto, inoltre, le funzioni di Presidente della Sezione giurisdizionale per il Veneto, di Magistrato responsabile dei Sistemi informativi automatizzati, di Magistrato direttore della segreteria del Consiglio di Presidenza.
È stato Magistrato delegato ex art.12 della legge n.259/1958 presso Enti di grande rilevanza ed elevata complessità a cui lo Stato contribuisce in via ordinaria (Enav, Agenzia Spaziale Italiana, Croce Rossa Italiana, Cassa depositi e Prestiti).
Docente alla Scuola superiore della Pubblica amministrazione, alla Scuola superiore dell'Economia e della finanza, alla Seconda Università degli studi di Napoli, all'Università degli Studi di Cassino. È stato presidente dell'Associazione magistrati della Corte dei Conti.
Nominato nel dicembre 2017 presidente della Corte dei Conti su proposta del premier Paolo Gentiloni.
In occasione dell'inaugurazione dell'anno giudiziario 2020 ha detto: "Rischio di un ulteriore rinvio della crescita, dare più spinta agli investimenti pubblici".
Il 12 luglio 2020 è stato eletto al ballottaggio giudice della Corte costituzionale con 147 voti contro i 140 dell'altro candidato, Vito Tenore; ha così sostituito il giudice Aldo Carosi alla scadenza del suo mandato. È stato il primo presidente della Corte dei conti ad essere eletto giudice costituzionale.
A fianco dell'attività istituzionale e di magistrato, ha svolto attività convegnistica, di docenza e apporto dottrinale allo sviluppo scientifico di importanti tematiche di diritto amministrativo e di contabilità pubblica, con la diffusione, in particolare della contabilità pubblica sia in ambito accademico, sia nella società civile, specialmente tra i giovani, ideando e promuovendo il progetto "educare alla legalità".
È autore di numerosi volumi e articoli nelle materie di contabilità e di diritto amministrativo, tra i più rilevanti: Patrimonio dello Stato e degli Enti Pubblici in: Digesto IV Edizione, vol. XI Pubblicistico, UTET, Torino,1996; Contabilità degli enti locali, Province, comuni, Camere di commercio, altri enti locali, Giuffrè, Milano, 1998; Patrimonio pubblico, Giuffrè, Milano, 1999; I servizi economali pubblici. Origini, evoluzione, strumenti di gestione e di garanzia, Maggioli, 2002; Il “giusto processo” nel giudizio contabile, Rivista bimestrale Il Giusto Processo n. 2 del 2002; La privatizzazione delle strutture pubbliche, Maggioli, Rimini, 2004; Contabilità dello Stato e degli enti pubblici, 4 ed. Giuffrè, Milano, 2005; I servizi economali pubblici: con particolare riferimento agli enti locali- 2 Edizione, Maggioli, Santarcangelo di Romagna, 2007; Contratti della Pubblica Amministrazione, Cedam, Padova, 2008.

## Vita privata
Sposato e padre di due figli.